# Вудленд-Парк (Нью-Джерси)
Вудленд-Парк (англ. Woodland Park, ранее Уэст-Патерсон (англ. West Paterson)) — боро в округе Пассейик, штат Нью-Джерси, США. По данным переписи 2020 года, население боро составляло 13 484 человек.

## История
То, что сейчас является Вудленд-Парком, было образовано как боро под названием Уэст-Патерсон постановлением Законодательного собрания Нью-Джерси от 25 марта 1914 года из частей городка Литл-Фолс по результатам референдума, проведенного 1 мая 1914 года. 4 ноября 2008 года жители Уэст-Патерсона проголосовали за изменение официального названия района с Уэст-Патерсон на Вудленд-Парк. Новое название сохранило аббревиатуру «WP» и является отсылкой к обширным лесным массивам местности.

## География
По данным Бюро переписи населения США, общая площадь города составляет 7,97 км², из которых 7,61 км² — суша и 0,36 км² — водные объекты (4,51 %).
Боро граничит с муниципалитетами округа Пассейик — Клифтон, Литл-Фолс, Патерсон и Тотова.
В окрестностях Вудленд-Парка располагаются национальный природный памятник резервация Гаррет-Маунтин, площадью 230 га, и парк Райфл-Кэмп.

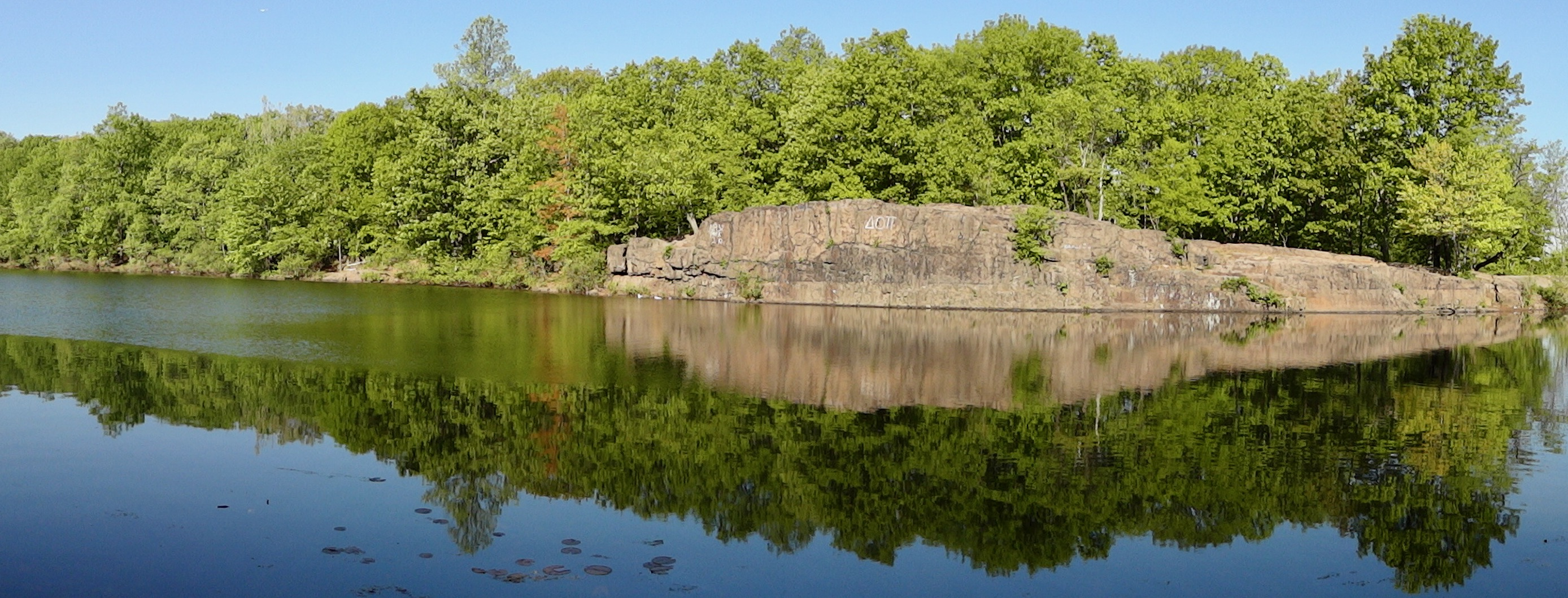
Резервация Гаррет-Маунтин

## Демография
По переписи 2010 года, общая численность населения составляла 11 819 человек, в боро было 4 632 домохозяйств и 3 215 семей. Плотность населения — 1539,7 человека на км².
Распределение населения по расовому признаку белые — 82,33 %, афроамериканцы — 4,23 %, коренные народы США — 0,16 %, азиаты — 4,20 %, выходцы с тихоокеанских островов — 0,10 %, представителей других рас — 6,15 %, представителей двух или более рас — 2,83 % и латиноамериканцы — 20,66 %.
Средний возраст жителей составлял 41,9 года. 19,7 % жителей были моложе 18 лет; 7,8 % — в возрасте от 18 до 24 лет; 26,2 % — в возрасте от 25 до 44 лет; 28,7 % — в возрасте от 45 до 64 лет; и 17,6 % — в возрасте 65 лет и старше. Гендерный состав был распределён следующим образом: 46,4 % мужчин и 53,6 % женщин.

## Экономика
В боро расположена компания «Cytec Industries», специализирующаяся на производстве химикатов и материалов. Компания была создана в 1993 году на базе предприятия по производству промышленных химикатов «American Cyanamid». Вудленд-Парк является штаб-квартирой газетной издательской компании «North Jersey Media Group», выпускающей такие издания как «The Record» и «Herald News».

## Образование
Учащиеся государственных школ до восьмого класса получают образование в школьном округе Вудленд-Парк. По состоянию на 2018—2019 учебный год в округе, состоящем из трех школ, обучалось 1080 учащихся. Соотношении учеников и учителей составляло 12,3:1. Школами округа (по данным Национального центра статистики образования за 2018—2019 годы) являются школа Чарльза Олбона с 368 учениками, школа Беатрис Гилмор с 217 учениками и Мемориальная средняя школа с 493 учениками.
С девятого по двенадцатый классы учащиеся государственных школ посещают региональную среднюю школу Пассаик-Вэлли, которая также обслуживает учащихся из Литтл-Фолс и Тотова. Школьное учреждение расположено в Литтл-Фолс. По состоянию на 2018—2019 учебный год в средней школе обучалось 1186 учащихся, при соотношении учеников и учителей 11,6:1.
В Вудленд-Парке расположен кампус Гаррет-Маунтин колледжа Беркли.